# Taraso-Hrîhorivka, Apostolove
Taraso-Hrîhorivka (în ucraineană Тарасо-Григорівка) este un sat în comuna Kameanka din raionul Apostolove, regiunea Dnipropetrovsk, Ucraina.

## Demografie
Componența lingvistică a localității Taraso-Hrîhorivka
     Ucraineană (89,47%)
     Rusă (9,47%)
Conform recensământului din 2001, majoritatea populației localității Taraso-Hrîhorivka era vorbitoare de ucraineană (89,47%), existând în minoritate și vorbitori de rusă (9,47%).